# Любаш (връх)
Любаш (среща се и вариант Любата) е най-високият връх на едноименната планина в Западна България. Височината му е 1398 метра.
Върхът е рядко посещаван от туристи. Изходни пунктове за изкачването му са селата Лялинци, Ребро и Кривонос.